# Helgoland-Zanzibar-fördraget

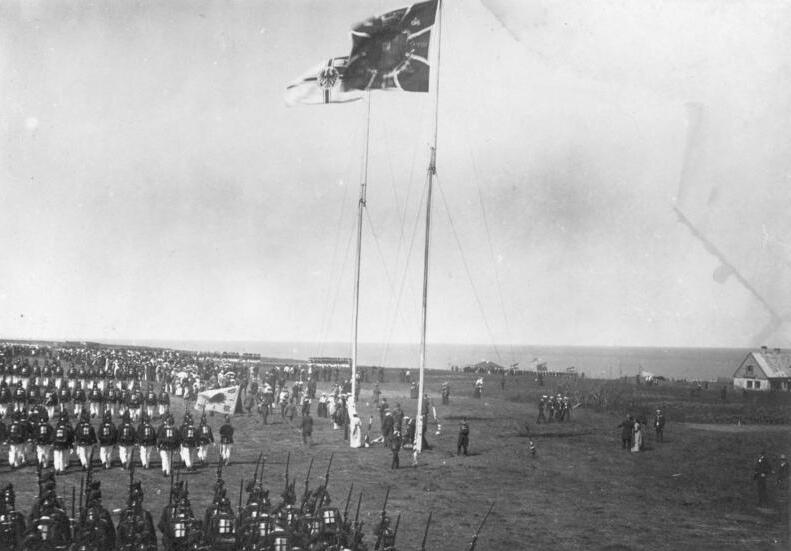
Överlämnandet av Helgoland

Helgoland-Zanzibar-fördraget, tyska Helgoland-Sansibar-Vertrag, var en överenskommelse från 1890 mellan Storbritannien och Tyskland, därav även känt som Anglo-German Agreement of 1890 rörande ländernas territoriella intressen i Afrika.
Helgoland kom genom avtalet att bli tyskt och Tyskland fick samtidigt Capriviremsan och kontrollen över Dar es-Salaams kust som blev en del av Tyska Östafrika (senare Tanganyika och idag del av Tanzania). Tyskland lämnade å sin sida över protektorat Wituland (Deutsch-Witu på den kenyanska kusten), delar av Östafrika (viktigt för byggandet av den brittiska järnvägen till Victoriasjön) till Storbritannien och lovade att inte lägga sig i Storbritanniens handlingar gentemot Zanzibars sultanat. Storbritannien förklarade Zanzibar som ett brittiskt protektorat (öarna Zanzibar och Pemba) och tog full kontroll över landet i samband med Anglo-zanzibariska kriget 1896. Avtalet klargjorde Tysklands intressesfär i Afrika med Tyska Sydvästafrika (idag Namibia) och klargjorde gränserna mellan tyska Togoland och brittiska Guldkusten och tyska Kamerun och brittiska Nigeria.